# Adonisea antonio
Adonisea antonio är en fjärilsart som beskrevs av Smith 1906. Adonisea antonio ingår i släktet Adonisea och familjen nattflyn. Inga underarter finns listade i Catalogue of Life.